# Estació de Can Ros
Can Ros és una estació de ferrocarril on s'hi aturen trens de les línies suburbanes S3, S4, S8 i S9, i de rodalia R5 i R6 a la Línia Llobregat-Anoia de FGC. Es tracta de l'estació terminal de la línia S3, situada al nord de la població de Sant Vicenç dels Horts a la comarca del Baix Llobregat. Es va inaugurar l'any 1972 per donar servei a una part de la ciutat de creixement recent i que es trobava allunyada de l'única estació existent a l'època a la localitat, tot i que actualment es troba prop del centre de la seva àrea urbanitzada.
Aquesta estació es troba dins de la tarifa plana de l'àrea metropolitana de Barcelona, on qualsevol trajecte entre dos dels municipis de l'àrea metropolitana de Barcelona valida com a zona 1.
El 1972 es va construir un baixador d'una sola andana i via a la línia Barcelona-Martorell d'ample mètric inaugurada el 1912. L'estructura original de l'estació va ser remodelada per Bach-Mora Arquitectes l'any 1991 passant a tenir un accés inferior i una andana central. La reestructuració va suposar la construcció d'una segona via aprofitant el desdoblament de la línia. Aquesta actuació la va fer candidata als Premis FAD de 1991 així com al premi Brunel als Premis de Disseny Visual en el Transport Ferroviari d'Utrecht de 1992.

## Serveis ferroviaris
| Línia Llobregat-Anoia de FGC |                        |                  |               |                        |
| Procedència/Destinació       | <                      | Línia            | >             | Procedència/Destinació |
| Barcelona - Pl. Espanya      | Sant Vicenç dels Horts |                  | terminal      | terminal               |
| Barcelona - Pl. Espanya      | Sant Vicenç dels Horts |                  | Quatre Camins | Olesa de Montserrat    |
| Barcelona - Pl. Espanya      | Sant Vicenç dels Horts | Martorell-Enllaç | Quatre Camins |                        |
| Barcelona - Pl. Espanya      | Sant Vicenç dels Horts | Quatre Camins    | Quatre Camins |                        |
| Barcelona - Pl. Espanya      | Sant Vicenç dels Horts | Manresa-Baixador | Quatre Camins |                        |
| Barcelona - Pl. Espanya      | Sant Vicenç dels Horts | Igualada         | Quatre Camins |                        |